# Muvumba
Le Muvumba est une rivière d'Afrique de l'Est dans le nord-est du Rwanda et le sud-ouest de l'Ouganda. Elle fait partie des eaux d'amont du Nil. Long de 170 km, c'est l'une des principales rivières du Rwanda tant par sa taille que par son importance économique. Son cours supérieur fournit de l'eau pour les plantations de thé dans les hautes altitudes du nord du Rwanda et du sud-ouest de l'Ouganda. Son cours inférieur alimente en eau les zones sèches de Nyagatare, facilitant l'irrigation des rizières et autres cultures ainsi que l'abreuvement du bétail de cette zone d'élevage bovin.

## Cours
La rivière prend sa source à Rukomo dans le district de Gicumbi près de la ville de Byumba dans les hautes montagnes du nord du Rwanda. A sa source, on l'appelle la rivière Mulindi. Ce cours d'eau est très important pour l'économie car sa vallée et les vallées de ses affluents sont fertiles et abritent d'importantes plantations de thé. L'une des plus grandes usines de thé du Rwanda, l'usine Mulindi, est située au bord de cette rivière. Le Mulindi coule vers le nord sur 28 km puis entre en Ouganda.
En entrant en Ouganda, la rivière change son nom de Mulindi à Rwabakazi. Elle continue vers le nord, puis en atteignant la ville de Kabale, la rivière change de cours et coule dans une direction grossièrement sud-est vers le Rwanda. Cette section de la rivière Muvumba en Ouganda (rivière Rwabakazi) est longue de 55 km. La rivière rentre au Rwanda dans le district de Nyagatare et prend alors le nom de Muvumba. Elle coule ensuite dans une direction nord-est sur 87 km et se jette dans la rivière Akagera à Kagitumba, le tripoint frontalier entre le Rwanda, l'Ouganda et la Tanzanie se situe à cette confluence. Sur les 30 derniers kilomètres de son cours, la  rivière forme la frontière entre le Rwanda et l'Ouganda.

## Économie
La vallée de la rivière Muvumba est fortement cultivée. Le cours supérieur du fleuve dans les montagnes de la province du Nord au Rwanda et du district de Kabale en Ouganda a des vallées étroites qui sont principalement utilisées pour les plantations de thé. La rivière alimente en eau d'innombrables canaux qui servent à irriguer les plantations. En conséquence, elle est partiellement endiguée à de nombreux endroits pour contrôler les niveaux d'eau et assurer sa disponibilité, même pendant les saisons sèches. Dans les zones où il n'y a pas de plantations de thé, les terres de la vallée sont utilisées pour une agriculture de subsistance. En rentrant au Rwanda, la rivière   coule dans des zones de collines aux pentes plus douces et à une altitude relativement plus basse. L'ensemble du cours de la vallée de la rivière Muvumba est sujet aux crues soudaines en raison des fortes pluies qui tombent sur les montagnes de son cours supérieur. Celles-ci sont connues pour provoquer de fortes inondations même dans les parties inférieures de la rivière qui ne reçoivent normalement pas autant de pluie. Ces inondations peuvent souvent paralyser le cours inférieur du fleuve, fermant les routes et les ponts tout en causant d'importants dégâts aux cultures.

## Faune et flore
En dehors de l'agriculture extensive, les cours inférieurs sauvages de la rivière abritent une importante forêt-galerie. Cette forêt étroite peut être épaisse et presque impénétrable, et contient de nombreuses variétés d'arbres de savane. De nombreuses espèces d'oiseaux se trouvent dans cette zone, dont les plus abondantes sont les hérons et les aigrettes. De petits mammifères aquatiques et des reptiles peuvent aussi être trouvés. Des animaux aquatiques plus grands tels que les hippopotames et les crocodiles du Nil vivent dans des zones proches de la confluence avec beaucoup plus grande rivière Akagera. Ces animaux sont connus pour remonter la rivière, en particulier lors d'inondations, causant des pertes aux habitants qui ne sont pas habitués à ce que ces animaux se retrouvent si loin en amont.